# Краљ над краљевима
Краљ над краљевима (енгл. The King of Kings) амерички је анимирани хришћански филм из 2025. Темељи се на дечјој књизи Живот нашег Господа аутора Чарлса Дикенса.
Филм је приказан 11. априла 2025. у САД, односно 17. априла исте године у Србији. Добио је помешане рецензије критичара.

## Радња
Отац приповеда своме сину највећу причу икада испричану, а оно што започиње као прича пред спавање, постаје путовање које мења живот. Кроз живописну машту, дечак хода уз Исуса, сведочећи његовим чудима, суочавајући се с његовим искушењима и разумевајући његову коначну жртву.

## Гласовне улоге
| Глумац              | Улога         |
| ------------------- | ------------- |
| Кенет Брана         | Чарлс Дикенс  |
| Ума Терман          | Кетрин Дикенс |
| Марк Хамил          | Ирод Велики   |
| Пирс Броснан        | Понтије Пилат |
| Роман Грифин Дејвис | Волтер Дикенс |
| Форест Витакер      | Петар         |
| Бен Кингсли         | Кајафа        |
| Оскар Ајзак         | Исус          |
| Ејва Сангер         | Мери Дикенс   |
| Ди Бредли Бејкер    | Вила          |